# Heimgang
Albums de Kampfar
Kvass
(2006)
Heimgang est le quatrième album studio du groupe de Folk/Black metal norvégien Kampfar. L'album est sorti le 26 septembre 2008 sous le label Napalm Records.

## Musiciens
- Dolk : Chant
- Thomas : Guitare
- Jon Bakker : Basse
- II13 : Batterie, Chœurs

## Liste des morceaux
1. Vantro
2. Inferno
3. Dødens Vee
4. Skogens Dyp
5. Antvort
6. Vansinn
7. Mareham
8. Feigdarvarsel
9. Vettekult
10. Vandring